# ADO 덴하흐
ADO 덴하흐는 네덜란드의 축구 클럽이다. 클럽명의 ADO는 네덜란드어: Alles Door Oefening, Everything Through Practice이라는 의미를 가지고 있다. 클럽의 연고지는 헤이그(네덜란드어로 덴하흐)로 1905년 2월 1일에 창단되었다. 홀란트 스포르트 (Holland Sport)와 ADO 덴하흐의 합병으로 FC 덴하흐로 불리기도 하다가 다시 현재의 명칭으로 변경 하였다. ADO는 네덜란드의 3대 도시 중의 하나인 헤이그에 연고지를 두고 있지만 또다른 3대 도시에 자리잡고 있는 아약스나 페예노르트의 성공에 비한다면 큰 성공을 이루지는 못하였다.
ADO 덴하흐는 1942년과 1943년에 네덜란드 리그 우승을 하였다. 그리고 1968년과 1975년에는 KNVB 컵 우승을 하였다. 유럽 대회에서의 최고 성적은 1976년의 UEFA 컵위너스컵에서의 8강이다.
ADO는 2006-07 시즌에 강등 되었으나 2007-08 시즌 에이르스터 디비시에서 6위로 마감한 뒤 승격 플레이오프를 통해 한 시즌만에 다시 승격 하였다. 클럽의 홈 경기장은 카르스 진스 스타디온으로 15,000명 수용 규모이다.

## 역대 우승기록
- 네덜란드 리그

우승 (2): 1941-42, 1942-43
- KNVB 컵

우승 (2): 1968, 1975*
- KNVB 컵 준우승

우승 (2): 1959, 1963, 1964, 1966, 1987*
- 에이르스터 디비시

우승 (2): 1985-86*, 2002-03
* FC 덴하흐 때의 기록

## 유럽 대회 성적
| 시즌    | 대회            | 라운드 | 국가       | 클럽                    | 점수     |
| ------- | --------------- | ------ | ---------- | ----------------------- | -------- |
| 1968-69 | UEFA 컵위너스컵 | 1회전  | 오스트리아 | 그라처 AK               | 4-1, 2-0 |
|         |                 | 2회전  | 서독       | 1. FC 쾰른              | 0-1, 0-3 |
| 1971-72 | UEFA컵          | 1회전  | 룩셈부르크 | FC 아리스 본부아        | 5-0, 2-2 |
|         |                 | 2회전  | 잉글랜드   | 울버햄프턴 원더러스 FC  | 1-3, 0-4 |
| 1972-73 | UEFA 컵위너스컵 | 1회전  | 소련       | FC 스파르타크 모스크바  | 0-1, 0-0 |
| 1975-76 | UEFA 컵위너스컵 | 1회전  | 덴마크     | 바일레 BK               | 2-0, 2-0 |
|         |                 | 2회전  | 서독       | RC 랑스                 | 3-2, 3-1 |
|         |                 | 8강전  | 잉글랜드   | 웨스트 햄 유나이티드 FC | 4-2, 1-3 |
| 1987-88 | UEFA 컵위너스컵 | 1회전  | 헝가리     | 우이페슈트 FC           | 0-1, 3-1 |
|         |                 | 2회전  | 스위스     | BSC 영 보이스           | 2-1, 0-1 |

## 선수 명단

### 현역
참고: FIFA 자격 규정에 따라 소속된 국가대표팀 국기를 표시합니다. 선수는 복수의 FIFA 비회원국 국적을 가지고 있을 수 있습니다.
| 번호 | 포지션 | 국적         | 이름            |
| ---- | ------ | ------------ | --------------- |
| 4    | DF     |              | 마테오 웸       |
| 18   | FW     |              | 캐머런 푸피온   |
| 19   | FW     |              | 루카 라이슐     |
| 23   | GK     | 부르키나파소 | 킬리앙 니키에마 |

| 번호 | 포지션 | 국적 | 이름 |
| ---- | ------ | ---- | ---- |

## 역대 감독
| 감독            | 임기        |
| --------------- | ----------- |
| 젤코 페트로비치 | 2016 ~ 2017 |
| 디르크 카윗     | 2022        |
| 딕 아드보카트   | 2022 ~ 2023 |